# اوینار
اَوینار فیلمی به کارگردانی شهرام اسدی و نویسندگی انسیه شاه حسینی و شهرام اسدی ساختهٔ سال ۱۳۷۰ است.

## خلاصه داستان
تیوای بشیر، قاطرچی پیر که آشنا به جاده‌های نرفته و پنهان است، این بار اجیر شده مرد زرگری است که در اثر بمباران شیمیایی نابینا شده است. زرگر به خاطر آنچه همراه خود دارد و نیز به خاطر عدم اطمینان به قاطرچی نگران است و این نگرانی با پیوستن عده ای دیگر از آسیب دیدگان فزونی می‌گیرد و این تازه آغاز سفری هولناک و ویرانگر است.

## بازیگران
| - پرویز پورحسینی - حسین پناهی - مهدی فتحی - آزیتا حاجیان - حمید طاعتی - ایرج نوذری - سیامک اطلسی - محمدرضا شریفی‌نیا - فریده صابری - محمد خلیلی فرد - جهانگیر فروهر | - محسن قاضی مرادی - فاطمه صادقی - یوسف صمدزاده - بدرالسادات برنجانی - ملیکا شریفی‌نیا - محمود مهدوی - حمید خطیبی - راضیه احمد - خاتون سلمان - مجید محمدبرجی - علی محمد برجی | - اسمر فولادی - پروین نشایی - روزبه زعفرانی - بتول حسرتی - فرزین اکبرنژاد - مهرداد رمضانی - توحید صمدزاده - شهرام حیدرزاده - سمیرا بخشی - مرتضی بخشی - سجاد حیدرزاده |